# Rolando Villazón
Rolando Villazón, nome completo Emilio Rolando Villazón Mauleón (Città del Messico, 22 febbraio 1972), è un tenore messicano naturalizzato francese.

## Biografia
È cresciuto a Fuentes de Satélite di Naucalpan de Juárez.
Nel 1992 entra al Conservatorio Nazionale di Musica di Città del Messico.
Nel 1999 vince il primo premio Zarzuela ed ha cantato per la prima volta in Italia, come Des Grieux nella Manon (Massenet) al Teatro Carlo Felice di Genova e poi come Rodolfo ne La bohème a Lione.
Nel 2000 si esibisce per la prima volta allo Staatsoper Unter den Linden di Berlino come Macduff in Macbeth (opera) ed a Monaco di Baviera ha cantato Rodolfo ne La bohème.
Pupillo del grande tenore spagnolo Plácido Domingo, il tenore parla diverse lingue, tra cui l'italiano, l'inglese, il tedesco e il francese.
Il tenore messicano ha l'hobby del disegno e della caricatura e ha l'abitudine di dedicare una tavola alle nuove produzioni cui prende parte.
All'Opéra National de Paris nel 2000 è Alfredo Germont ne La traviata, nel 2003 è Faust, nel 2004 Le Chevalier des Grieux nella Manon (Massenet), nel 2005 Rodolfo ne La bohème, nel 2007 Hoffmann in Les contes d'Hoffmann con Sumi Jo e Patricia Petibon e nel 2009 Werther.
Nel 2002 a Los Angeles è Rinuccio in Gianni Schicchi.
Al Teatro Verdi (Trieste) nel 2002 è il Cavaliere Des Grieux in Manon diretto da Daniel Oren.
Nel maggio 2003 è Rodolfo ne La bohème al Glyndebourne Festival Opera con la London Philharmonic Orchestra.
Nell'ottobre 2003 debutta al Metropolitan Opera House di New York come Alfredo ne La traviata con Renée Fleming e Dmitri Hvorostovsky, nel 2005 il Duca di Mantova in Rigoletto con Anna Netrebko, nel 2006 Rodolfo ne La bohème, nel 2007 canta nel concerto Anna & Rolando Celebrate the Met, nel 2009 Edgardo in Lucia di Lammermoor con la Netrebko e nel 2013 Lensky in Eugene Onegin.
Al San Francisco Opera nel 2004 è Alfredo Germont ne La traviata con Hvorostovsky e all'Opera di Amsterdam interpreta Don Carlo con Violeta Urmana.
Al Royal Opera House, Covent Garden di Londra debutta nel 2004 come Hoffmann in Les contes d'Hoffmann con Jennifer Larmore, nel 2005 è Rodolfo ne La bohème con Angela Gheorghiu ed il Duca di Mantova in Rigoletto con Hvorostovsky, nel 2006 Lensky in Eugene Onegin, nel 2008 Don Carlos in Don Carlo con Ferruccio Furlanetto e nel 2011 Werther. Fino al 2012 ha preso parte a 41 rappresentazioni londinesi.
Al Wiener Staatsoper debutta nel marzo 2005 come Roméo in Roméo et Juliette, in aprile come Nemorino in L'elisir d'amore con la Netrebko e Leo Nucci ed in maggio Hoffmann in Les contes d'Hoffmann, nel 2006 il Duca di Mantova in Rigoletto con Nucci, nel 2008 Werther, Chevalier Des Grieux in Manon e Rodolfo ne La bohème, nel 2011 canta nel Requiem di Verdi nella trasferta del Teatro alla Scala di Milano diretto da Daniel Barenboim, nel 2013 Alfredo Germont ne La traviata e nel 2014 Don Ottavio in Don Giovanni (opera) e Lenski in Evgenij Onegin.
Al Festival di Salisburgo nel 2005 Villazón ha interpretato il ruolo di Alfredo Germont accanto alla Netrebko con i Wiener Philharmoniker nella messa in scena de La traviata, nel 2008 è Roméo in Roméo et Juliette (Gounod), nel 2010 tiene un recital, nel 2012 è Alessandro ne Il re pastore (Mozart) diretto da William Christie e nel 2013 Lucio Silla (Mozart).
Al Gran Teatre del Liceu di Barcellona nel 2005 è Nemorino ne L'elisir d'amore e nel 2007 Des Grieux in Manon con Natalie Dessay.
Nel 2005 canta nella colonna sonora del film Joyeux Noël - Una verità dimenticata dalla storia.
Dal 2007 l'attività teatrale di Rolando Villazón ha subito un rallentamento per problemi di salute, come lo stesso tenore ha annunciato in un messaggio video dal suo sito web (clamorosa, inoltre, la sua stecca durante una recita della Lucia di Lammermoor al Metropolitan nel 2008). Dopo aver completato la sua riabilitazione dall'intervento chirurgico in una delle corde vocali, è tornato sul palco nel marzo 2010 come Nemorino ne L'elisir d'amore alla Staatsoper di Vienna.
Nei primi mesi del 2010 è stato mentore e giudice nello spettacolo Popstar to Operastar dell'Independent Television.
Ha cantato per la prima volta al Teatro alla Scala di Milano nell'autunno 2010 come Nemorino nella prima rappresentazione di L'elisir d'amore.
Rolando Villazon è sposato con Lucia e ha due figli, Dario e Mateo.
Nel 2009 ha partecipato come giudice e insegnante al talent show britannico "Pop star to Opera star".
Nel 2011 è Hoffmann in Les contes d'Hoffmann con Diana Damrau al Bayerische Staatsoper, Nemorino in L'elisir d'amore all'Opernhaus Zürich ed ha fatto il suo debutto come regista teatrale con una nuova produzione di Werther all'Opéra de Lyon.
Nel 2012 è Nemorino ne L'elisir d'amore allo Schiller Theater di Berlino ed al Festspielhaus Baden-Baden dove cura anche la regia, tiene un recital alla Reggia di Versailles ed al Teatre Principal de Maó, Alessandro ne Il re pastore diretto da Christie all'Opernhaus Zürich.
Nel 2013 tiene un recital al Festspielhaus Baden-Baden, è Lucio Silla a Brema e Don Ottavio in Don Giovanni allo Staatsoper im Schiller Theater di Berlino.
Nel 2014 è Alfredo Germont ne La traviata alla Bayerische Staatsoper, tiene un recital nel Théâtre des Champs-Élysées ed alla Scala ha successo con il recital dedicato a Robert Schumann, Manuel de Falla, Giuseppe Verdi e Fernando Obradors, accompagnato da Barenboim ed è Ferrando in Così fan tutte con Michele Pertusi.

## Repertorio
| Ruolo                  | Titolo                        | Autore     |
| ---------------------- | ----------------------------- | ---------- |
| Don José               | Carmen                        | Bizet      |
| Lenski                 | Evgenij Onegin                | Čajkovskij |
| Nemorino               | L'elisir d'amore              | Donizetti  |
| Sir Edgardo Ravenswood | Lucia di Lammermoor           | Donizetti  |
| Pylade                 | Iphigénie en Tauride          | Gluck      |
| Faust                  | Faust                         | Gounod     |
| Roméo                  | Roméo et Juliette             | Gounod     |
| Lurcanio               | Ariodante                     | Händel     |
| Des Grieux             | Manon                         | Massenet   |
| Werther                | Werther                       | Massenet   |
| Orfeo                  | L'Orfeo                       | Monteverdi |
| Ulisse                 | Il ritorno d'Ulisse in patria | Monteverdi |
| Lucio Silla            | Lucio Silla                   | Mozart     |
| Alessandro             | Il re pastore                 | Mozart     |
| Belmonte               | Die Entführung aus dem Serail | Mozart     |
| Basilio                | Le nozze di Figaro            | Mozart     |
| Don Ottavio            | Don Giovanni                  | Mozart     |
| Ferrando               | Così fan tutte                | Mozart     |
| Papageno               | Die Zauberflöte               | Mozart     |
| Tito Vespasiano        | La clemenza di Tito           | Mozart     |
| Hoffmann               | Les contes d'Hoffmann         | Offenbach  |
| Rodolfo                | La bohème                     | Puccini    |
| Rinuccio               | Gianni Schicchi               | Puccini    |
| Robert Scott           | South Pole                    | Srnka      |
| Macduff                | Macbeth                       | Verdi      |
| Duca di Mantova        | Rigoletto                     | Verdi      |
| Alfredo Germont        | La traviata                   | Verdi      |
| Don Carlo              | Don Carlo                     | Verdi      |
| Ercole                 | Ercole su'l Termodonte        | Vivaldi    |
| Marinaio               | Der fliegende Holländer       | Wagner     |
| Giovane marinaio       | Tristan und Isolde            | Wagner     |
| Loge                   | Das Rheingold                 | Wagner     |

## Discografia
- 2002 Der fliegende Holländer (CD)
- 2002 Roméo et Juliette (CD)
- 2004 Italian Opera Arias - Marcello Viotti, Münchner Rundfunkorchester - Erato/Warner (CD)
- 2004 Berlioz: La Révolution Grecque (CD)
- 2005 Merry Christmas
- 2005 Don Carlo (Amsterdam) Chailly/Urmana/Villazón (DVD)
- 2005 Verdi, La traviata (Salisburgo 2005) - Rizzi/Netrebko/Villazón/WPO, Deutsche Grammophon (CD e DVD) - ottava posizione in Austria e due dischi di platino
- 2005 Tristan und Isolde(CD)
- 2005 Gounod & Massenet Arias - Orchestre Philharmonique de Radio France, Evelino Pidò - EMI (CD)
- 2005 Violetta, Arias and Duets from Verdi's La Traviata (Highlights) - Anna Netrebko & Rolando Villazon con Carlo Rizzi & Wiener Philharmoniker, Deutsche Grammophon - quattordicesima posizione in Germania rimanendo in classifica 35 settimane
- 2006 Opera Recital - Michel Plasson, Münchner Rundfunkorchester, Erato/Warner (CD)
- 2006 Combattimento (musiche di Monteverdi, con Rolando Villazón, Patrizia Ciofi, Topi Lehtipuu, dirige Emmanuelle Haïm)(CD)
- 2006 L'elisir d'amore (DVD) (con Anna Netrebko)
- 2006 Berlin Concert, Finale Coppa del Mondo live da Berlino - Domingo/Netrebko/Villazón, Deutsche Grammophon (DVD)
- 2006 La bohème (DVD)
- 2007 Gitano, Zarzuela arias - Orquesta de la Comunidad de Madrid, dir. Placido Domingo - Virgin (CD)
- 2007 Netrebko & Villazón, Duetti - Luisotti/Staatskapelle Dresden, 2006 Deutsche Grammophon (CD) - terza posizione in Germania rimanendo in classifica 35 settimane, quarta in Austria ed ottava nella Classical Albums
- 2007 Viva Villazon! - Virgin/EMI (CD)
- 2007 Manon (DVD) (con Natalie Dessay)
- 2007 Verdi, La Traviata - (con Renée Fleming, dir. James Conlon), Decca (DVD)
- 2008 Cielo e mar - Orchestra Sinfonica di Milano Giuseppe Verdi & Daniele Callegari, Deutsche Grammophon (CD)
- 2008 Puccini, Bohème - De Billy/Netrebko/Villazón, Deutsche Grammophon (CD e DVD)
- 2008 Lamenti (dir. Emmanuelle Haïm, con Dessay, Jaroussky, Gens, Purves, DiDonato, Lehtipuu, Ciofi, Naouri, Lemieux)(CD)
- 2008 Massenet, Manon (+ Documentario) (live, Berlino, 2007) - (dir. Daniel Barenboim, con Anna Netrebko), Deutsche Grammophon (DVD e Blu-ray Disc)
- 2009 Haendel, Arie da opere - Villazón/McCreesh/Gabrieli Pl., Deutsche Grammophon (CD)
- 2009 Roméo et Juliette (DVD)
- 2010 ¡México!, Rolando Villazón & Bolivar Soloists, Deutsche Grammophon (CD)
- 2010 Ercole su'l Termodonte (CD) (dir. Fabio Biondi, con Joyce DiDonato, Vivica Genaux, Diana Damrau e Philippe Jaroussky) Virgin
- 2010 L'elisir d'amore (DVD)
- 2010 Les Stars du Classique: Rolando Villazon - Classics Jazz France/Deutsche Grammophon
- 2010 Tenor - Deutsche Grammophon
- 2011 La Strada - Songs from the Movies - Deutsche Grammophon
- 2012 Massenet, Werther - Pappano/Villazón/Koch/Royal Opera House, Covent Garden, Deutsche Grammophon
- 2013 Mozart, Così fan tutte (Live, Baden-Baden Festspielhaus, 2012) - Nézet-Seguin/Villazón/Erdmann, Deutsche Grammophon
- 2013 Verdi, Arie - Villazón/Noseda/Oech. del Teatro Regio di Torino, Deutsche Grammophon
- 2013 Rolando Villazón's Viva Verdi! - My Personal Selection - Deutsche Grammophon
- 2014 Mozart, Arie da concerto - Villazón/Pappano/LSO, 2012 Deutsche Grammophon
- 2014 Mozart, Arie da concerto + sel. da Così fan tutte e Don Giovanni - Villazón/Pappano/Nézet-Séguin, 2011/2012 Deutsche Grammophon
- 2014 Donizetti, Elisir d'amore (Live, Baden-Baden Festspielhaus, 2012) + Documentario - Heras-Casado/Villazón/Persson, Deutsche Grammophon DVD
- 2014 Mozart, Ratto dal serraglio (Live, Baden-Baden, 2014) Nézet-Séguin/Villazón/Damrau, Deutsche Grammophon
- 2015 Villazón, Tesori del bel canto - Armiliato/Bartoli/Orch. Maggio, 2014 Deutsche Grammophon.    * 2020 Serenata Latina - mit Xavier de Maistre (Harfe), Deutsche Grammophon.

## DVD
- Donizetti, Elisir d'amore (Live, Baden-Baden Festspielhaus, 2012) + Documentario - Heras-Casado/Villazón/Persson, 2014 Deutsche Grammophon
- Gounod, Roméo et Juliette - Villazón/Nézet-Séguin/Machaidze, 2008 Deutsche Grammophon
- Massenet, Manon (+ Documentario) (live, Berlino, 2007) - Barenboim/Netrebko/Villazón, 2008 Deutsche Grammophon
- Verdi, Traviata - Conlon/Fleming/Villazón, 2006 Decca
- Verdi, Traviata (Salisburgo 2005) - Rizzi/Netrebko/Villazón/WPO, 2006 Deutsche Grammophon
- Berlin Concert, Finale Coppa del Mondo live da Berlino - Domingo/Netrebko/Villazón, 2006 Deutsche Grammophon
- Verdi, Don Carlo - Antonio Pappano/Rolando Villazón/Marina Poplavskaya/Simon Keenlyside/Ferruccio Furlanetto/Sonia Ganassi, 2010 EMI
- Verdi, Don Carlo - Riccardo Chailly/Rolando Villazón/Violeta Urmana/Robert Lloyd, 2004 Opus Arte/Naxos
- Puccini, La bohème - Anna Netrebko/Rolando Villazón, regia di Robert Dornhelm, 2008 Kultur/ZDF
- Puccini, La bohème - Alexia Voulgaridou/Rolando Villazón, 2002 Capriccio/ORF
- Massenet, Manon - Natalie Dessay/Rolando Villazón/Samuel Ramey, 2007 Erato/Warner/EMI/France 2
- Donizetti, L'elisir d'amore - Anna Netrebko/Rolando Villazón/Leo Nucci/Ildebrando D'Arcangelo, 2005 Warner/Virgin/Erato/ORF

## Filmografia
- The Magic Flute, regia di Florian Sigl (2022)
- Cabrini, regia di Alejandro Monteverde (2024)